# Mehlbach
Mehlbach település Németországban, Rajna-vidék-Pfalz tartományban. Lakosainak száma 1123 fő (2023. december 31.).

## Népesség
A település népességének változása:
| Lakosok száma | 1033 | 1061 | 1066 | 1097 | 1109 | 1123 |
|               | 1975 | 2017 | 2019 | 2021 | 2022 | 2023 |